# Маккенни, Дон
Дональд Гамильтон (Дон) Маккенни (англ. Donald Hamilton 'Don' McKenney; 30 апреля 1934, Смитс-Фолс, Онтарио — 19 декабря 2022, Нортон, Массачусетс, США) — канадский хоккеист (центральный нападающий) и хоккейный тренер. Обладатель Леди Бинг Трофи (1960), Кубка Стэнли (1964, с клубом «Торонто Мейпл Лифс»), Мемориального кубка (1953) и Кубка Колдера (1967).

## Биография
Родился в Смитс-Фоллс (Онтарио). Подростком, во время выступлений за любительский хоккейный клуб ОХА «Барри Флайерз», был замечен скаутами клуба НХЛ «Бостон Брюинз» и подписал контракт с этим клубом. В 1953 году, будучи капитаном «Барри», завоевал с этой командой Мемориальный кубок — главный трофей канадского любительского хоккея, победив в финальной серии «Сен-Бонифас Канадиенс» со счётом 4:1.
После года в АХЛ, проведённого в фарм-клубе «Брюинз» «Херши Беарс», дебютировал в составе «Бостона» в сезоне 1954/55. За этот сезон Маккенни сыграл за клуб 69 игр, забросив 22 шайбы и сделав 20 результативных передач. В борьбе за Колдер Трофи — приз лучшему новичку сезона — занял второе место. После этого провёл за «Брюинз» ещё восемь сезонов в НХЛ (в том числе в последние два сезона — как капитан команды). В семи сезонах подряд забивал по 20 и больше шайб (в том числе рекордные в своей карьере 32 шайбы в сезоне 1958/59), трижды становился лучшим бомбардиром «Бостона». В сезоне 1959/60 с 49 результативными передачами стал лидером лиги и был включён в 3-ю сборную всех звёзд НХЛ, а по итогам сезона был награждён Леди Бинг Трофи — призом, присуждаемым раз в год игроку НХЛ, продемонстрировавшему наивысшую приверженность принципам спортивного поведения. С 1957 по 1962 год шесть лет подряд участвовал в матчах всех звёзд НХЛ. К моменту, когда по ходу сезона 1962/63 Маккенни обменяли в «Нью-Йорк Рейнджерс», он с 462 очками по системе «гол плюс пас» занимал 5-е место в списке лучших бомбардиров «Бостона» за всю историю клуба.
В «Рейнджерс» Маккенни провёл концовку сезона 1962/63 и большую часть сезона 1963/64. К этому моменту его результативность начала падать, и в феврале 1964 года его вместе с Энди Батгейтом снова обменяли, на сей раз — в «Торонто Мейпл Лифс». С этим клубом по итогам сезона 1963/64 он единственный раз за карьеру стал обладателем Кубка Стэнли. В 1964 году он также в последний раз сыграл в матче всех звёзд НХЛ. Следующий сезон Маккенни уже делил между «Лифс» и их фарм-клубом в АХЛ «Рочестер Американс». После перехода в «Детройт Ред Уингз» в сезоне 1965/66 он проводил в АХЛ уже больше времени, чем в НХЛ. Сезон 1966/67 полностью провёл в фарм-клубе «Детройта» «Питтсбург Хорнетс» и завоевал с ним Кубок Колдера — чемпионский трофей АХЛ.
Когда в 1967 году состоялось расширение НХЛ, Маккенни был выбран в драфте новым клубом лиги «Сент-Луис Блюз», однако по ходу сезона травмировал колено и был отправлен восстанавливаться в младшую лигу. Травма, однако, так и не позволила ему вернуться в НХЛ, и последние два сезона игровой карьеры он уже полностью провёл в АХЛ, в клубе «Провиденс Редз». Завершил выступления в 1970 году. Всего за 13 сезонов в НХЛ провёл 798 матчей, забив 237 голов и сделав 345 результативных передач.
По окончании игровой карьеры в 1970 году присоединился к хоккейной программе Северо-Восточного университета в Бостоне как помощник главного тренера Ферни Фламана — бывшего одноклубника по «Брюинз». На протяжении 1970-х годов много времени проводил в Канаде, формируя для университетской хоккейной сборной сеть скаутов. Оставался помощником Фламана и руководителем программы поиска талантов Северо-Восточного университета 19 лет. За вторую половину этого периода, в 1980-е годы, сборная университета в трёх сезонах одержала по 20 и больше побед, по одному разу выиграла чемпионское звание в конференции ECAC и конференции «Восток» (англ. Hockey East) и один раз пробилась в полуфинал чемпионата I дивизиона NCAA. Когда Фламан в 1989 году ушёл на пенсию, Маккенни занял пост главного тренера команды и возглавлял её на протяжении двух сезонов, завершив тренерскую карьеру в 1991 году. После этого работал скаутом в клубе НХЛ «Колорадо Эвеланш».
В 1999 году имя Маккенни было включено в списки Зала спортивной славы Северо-Восточного университета. Скончался в декабре 2022 года в Нортоне (Массачусетс).

## Статистика выступлений
| 1950—51     | Барри Флайерз      | ОХА                | 4   | 0   | 2   | 2   | 6   | —  | —  | —  | —  | —  |
| 1951—52     | Барри Флайерз      | ОХА                | 52  | 32  | 39  | 71  | 24  | —  | —  | —  | —  | —  |
| 1952—53     | Барри Флайерз      | ОХА                | 56  | 33  | 33  | 66  | 24  | 15 | 6  | 8  | 14 | 2  |
| 1952—53     | Барри Флайерз      | Мемориальный кубок | —   | —   | —   | —   | —   | 10 | 9  | 12 | 21 | 4  |
| 1953—54     | Херши Беарс        | АХЛ                | 54  | 13  | 21  | 34  | 4   | 11 | 3  | 5  | 8  | 4  |
| 1954—55     | Бостон Брюинз      | НХЛ                | 69  | 22  | 20  | 42  | 34  | 5  | 1  | 2  | 3  | 4  |
| 1955—56     | Бостон Брюинз      | НХЛ                | 65  | 10  | 24  | 34  | 20  | —  | —  | —  | —  | —  |
| 1956—57     | Бостон Брюинз      | НХЛ                | 69  | 21  | 39  | 60  | 31  | 10 | 1  | 5  | 6  | 4  |
| 1957—58     | Бостон Брюинз      | НХЛ                | 70  | 28  | 30  | 58  | 22  | 12 | 9  | 8  | 17 | 0  |
| 1958—59     | Бостон Брюинз      | НХЛ                | 70  | 32  | 30  | 62  | 20  | 7  | 2  | 5  | 7  | 0  |
| 1959—60     | Бостон Брюинз      | НХЛ                | 70  | 20  | 49  | 69  | 28  | —  | —  | —  | —  | —  |
| 1960—61     | Бостон Брюинз      | НХЛ                | 68  | 26  | 23  | 49  | 22  | —  | —  | —  | —  | —  |
| 1961—62     | Бостон Брюинз      | НХЛ                | 70  | 22  | 33  | 55  | 10  | —  | —  | —  | —  | —  |
| 1962—63     | Бостон Брюинз      | НХЛ                | 41  | 14  | 19  | 33  | 2   | —  | —  | —  | —  | —  |
| 1962—63     | Нью-Йорк Рейнджерс | НХЛ                | 21  | 8   | 16  | 24  | 4   | —  | —  | —  | —  | —  |
| 1963—64     | Нью-Йорк Рейнджерс | НХЛ                | 55  | 9   | 17  | 26  | 6   | —  | —  | —  | —  | —  |
| 1963—64     | Торонто Мейпл Лифс | НХЛ                | 15  | 9   | 6   | 15  | 2   | 12 | 4  | 8  | 12 | 0  |
| 1964—65     | Торонто Мейпл Лифс | НХЛ                | 52  | 6   | 13  | 19  | 6   | 6  | 0  | 0  | 0  | 0  |
| 1964—65     | Рочестер Американс | АХЛ                | 18  | 7   | 9   | 16  | 4   | —  | —  | —  | —  | —  |
| 1965—66     | Детройт Ред Уингз  | НХЛ                | 24  | 1   | 6   | 7   | 0   | —  | —  | —  | —  | —  |
| 1965—66     | Питтсбург Хорнетс  | АХЛ                | 37  | 11  | 19  | 30  | 8   | 3  | 0  | 1  | 1  | 0  |
| 1966—67     | Питтсбург Хорнетс  | АХЛ                | 67  | 26  | 36  | 62  | 16  | 9  | 2  | 7  | 9  | 2  |
| 1967—68     | Сент-Луис Блюз     | НХЛ                | 39  | 9   | 20  | 29  | 4   | 6  | 1  | 1  | 2  | 2  |
| 1967—68     | Канзас-Сити Блюз   | ЦПХЛ               | 11  | 9   | 6   | 15  | 5   | 1  | 0  | 0  | 0  | 0  |
| 1968—69     | Провиденс Редз     | АХЛ                | 74  | 26  | 48  | 74  | 12  | 9  | 4  | 7  | 11 | 0  |
| 1969—70     | Провиденс Редз     | АХЛ                | 31  | 3   | 12  | 15  | 2   | —  | —  | —  | —  | —  |
| Итого в НХЛ | Итого в НХЛ        | Итого в НХЛ        | 798 | 237 | 345 | 582 | 211 | 58 | 18 | 29 | 47 | 10 |